# Phalacrus montrouzieri
Phalacrus montrouzieri là một loài bọ cánh cứng trong họ Phalacridae. Loài này được Hetschko miêu tả khoa học năm 1928.